# Palmete
Palmete, conocido también como Padre Pío-Palmete, el es el barrio más oriental y de mayor superficie -con más de 4 km²- del distrito Cerro-Amate  en la ciudad de Sevilla. Las primeras construcciones son de los años sesenta del siglo XX, cuando comienzan a establecerse en la zona inmigrantes de las zonas rurales. Sus límites están en la A-92 por el norte, la SE-30 por el oeste, la SE-8028 por el sur y el término municipal de Alcalá de Guadaíra y el barrio de Torreblanca por el este. En su interior pueden distinguirse varios barrios: San José de Palmente, en la zona central; la Doctora-Padre Pío, La Negrilla; y Federico García Lorca.

## Barriadas

### San José de Palmete
Situada en la zona central del barrio, San José de Palmete, tiene sus orígenes en los años 60, siendo habitado en sus comienzos por inmigrantes llegados a la ciudad desde zonas rurales. Este terreno era propiedad de la familia Torrás Calvi, que la parceló y vendió. En sus comienzos se construyen casas aisladas, fabricadas por los propios dueños, careciendo de estructura urbana, de tendido eléctrico, acerado, alcantarillado o suministro de agua. Durante los años 70 y 80 el barrio comenzó su normalización, con la creación de la pasarela que cruza el canal de la Ranilla, la creación de acerado o de un centro médico en los años 90.
El barrio cuenta con un importante aspecto rural, debido a su localización aislada y a sus construcciones, en su totalidad viviendas de dos plantas.El nombre de sus calles son sustantivos como Fraternidad, Verdad, Humildad o Confianza.

### Padre Pío
Padre Pío debe su nombre al santo italiano Pío de Pietrelcina. Las primeras construcciones en la zona aparecen a finales de los años 60, con un importante carácter rural. En 1973, Renfe expropia terrenos de la zona para la construcción la estación de contenedores de la Negrilla. El nombre de sus calles está dedicado a pueblos de la Provincia de Sevilla, como Castilleja de la Cuesta, Villamanrique o Lora de Estepa.
En el barrio se encuentra la parroquia del Buen Pastor y San Juan de la Cruz, desde donde realiza su salida procesional la Hermandad de Padre Pío hasta el vecino barrio del Cerro del Águila durante la tarde del Sábado de Pasión.

### La Negrilla
A finales de los años 60 comienza un proceso de autoconstrucción sobre los terrenos cercanos a la Hacienda de la Negrilla. Al igual que en San José de Palmete o Padre Pío, los edificios eran autoconstrucciones, careciendo la zona de agua o alcantarillado durante años. Predominan las casas unifamiliares, aunque en los últimos años se han venido construyendo modernos bloques de pisos en la zona.

## Comunicaciones
Discurren por el barrio de Palmete varias líneas de Tussam, como la línea 24, que recorre la zona oeste del barrio, la línea 52 que recorre todas las tres barriadas y la línea 39 que recorre el Polígono del Pino. 
| LÍNEA | Trayecto                        | Zona        |
| ----- | ------------------------------- | ----------- |
| 24    | Ponce de León > Doctora Oeste   | Radial este |
| 39    | Los Arcos > Barriada de Palmete | Radial sur  |
| 52    | Gran Plaza > Palmete            | Periférica  |

En el barrio se encuentra la estación de Padre Pío-Palmete  de la línea C-4 de Cercanías de Sevilla, que comunica el barrio con el Hospital Virgen del Rocío, la Estación de San Bernardo, Santa Justa y Sevilla Este.
| Origen/destino | <                    | Línea | >                | Destino/origen |
| -------------- | -------------------- | ----- | ---------------- | -------------- |
| Circular       | Palacio de Congresos |       | Virgen del Rocío | Circular       |

Mediante carretera, Palmete tiene salida a la SE-30, la SE-8028, y la cercana carretera de Málaga, la A-92. Comunica con el resto de la ciudad mediante el puente que conecta con la avenida de la Revoltosa.

## Infraestructuras
Además de la estación de Padre Pío-Palmete, en el barrio se encuentra la estación logística de la Negrilla, además de varios centros educativos como el Colegio San José de Palmete o el Instituto Leonardo Da Vinci.
Cerca del barrio se halla el Polígono Industrial El Pino y el Parque Industrial la Negrilla, con multitud de servicios o la tienda Decathlon a escasos minutos en coche, ya dentro del término municipal de Alcalá de Guadaíra.
El barrio cuenta con un Centro de Salud en la barriada de Palmete y el Centro de Deporte la Doctora-Padre Pío. Dentro de los límites del barrio se encuentra el Centro de Transportes de Mercancías de la ciudad de Sevilla.

## Historia
La zona recibe su nombre del arroyo Palmete. En el siglo XX había allí un cortijo del mismo nombre. El cortijo existía, al menos, desde el siglo XVIII, cuando consta que pertenecía al cabildo catedralicio. A partir del siglo XX hubo un asentamiento de chozas que se vino a llamar Vereda de Palmete.
En el límite oeste del barrio, entre la barriada de Padre Pío y la Negrilla, se encuentra la Hacienda de Su Eminencia. Recibe este nombre ya que fue mandada construir por el cardenal Solís en 1760. Tras la desamortización de Mendizabal, en el siglo XIX, pasó a manos del Estado, que la arrendaba a aristócratas. La hacienda estuvo habitada hasta 1992 por la marquesa de Tábara, hasta su fallecimiento.
Una vecina del barrio, Joana Jiménez, cantaora de copla y flamenco, ganó la primera edición del programa de Canal Sur llamado Se llama Copla.